# Лабузи
Лабузи́ — село в Ляховицькому районі Берестейської області Білорусі, за 3 км на південь від села Литва, на прямому березі річки Щара. Лабузи входять до складу Конькавської сільради.

## Історія
Як писали в 19 столітті автори Географічного словника Польського королівства та інших місць слов'янських, у селі були будинків 19, луки і ґрунти красиві.

## Інформація для туристів
- Фольварак Ражанськіх